# كونولي كيج
كونولي كيج (بالإنجليزية: Conolly Gage)‏ هو سياسي بريطاني (وحمل سابقاً جنسية المملكة المتحدة لبريطانيا العظمى وأيرلندا)، ولد في 10 نوفمبر 1905، وتوفي في 3 أكتوبر 1984. حزبياً، نشط في حزب ألستر الوحدوي. في الانتخابات العامة في المملكة المتحدة 1945 ‏، انتخب عضو برلمان المملكة المتحدة الـ38 عن دائرة بلفاست الجنوبية (5 يوليو 1945 – 3 فبراير 1950) وفي الانتخابات العامة في المملكة المتحدة 1950 ‏، انتخب عضو برلمان المملكة المتحدة الـ39 عن دائرة بلفاست الجنوبية (23 فبراير 1950 – 5 أكتوبر 1951) وفي الانتخابات العامة في المملكة المتحدة 1951 ‏، انتخب عضو برلمان المملكة المتحدة الـ40 عن دائرة بلفاست الجنوبية (25 أكتوبر 1951 – 8 أكتوبر 1952).